# D. Vincent Baker
(D. Vincent Baker)
David Vincent Baker (...) è un autore di giochi statunitense e proprietario dell'editore di giochi indie Lumpley Games. Noto soprattutto per i giochi di ruolo Cani nella vigna e Il mondo dell'apocalisse.

## Biografia
Baker incontrò i giochi di ruolo alle scuole superiori, ma da diversi anni li aveva reinventati per conto proprio e faceva il dungeon master per i suoi amici quando il computer su cui giocavano a Zork (di proprietà di uno zio) non era disponibile. Iniziò a giocare e modificare secondo i propri gusti i regolamenti pubblicati (per esempio scrisse un proprio regolamento cyberpunk mischiando Cyberpunk della R. Talsorian e Cyberspace della ICE) e a scrivere propri regolamenti. Tra i giochi che aveva provato continuò a giocare ad Ars Magica, anche se insoddisfatto della terza edizione che riteneva gonfiata da troppe regole e sviluppò una propria versione.
Il primo regolamento che pubblicò fu Kill Puppies for Satan scritto nei primi mesi del 2001, una satira di giochi come Vampiri: la masquerade e Ars Magica in cui giocatori sono cultisti adoratori di Satana che ottengono il loro potere sacrificando piccoli animali. In questo gioco riversò tutta la sua frustrazione per i problemi che aveva all'epoca sul lavoro, sia dalle risposte polemiche che aveva ricevuto postando le sue opinioni negative sulla terza edizione di Ars Magica e le sue house rule su "BerkList", una mailing list dedicata ad Ars Magica.
Baker inizialmente non rese pubblico il suo regolamento, ma verso l'estate del 2001 scoprì la comunità dei giochi Indie e il sito The Forge che lo incoraggiarono a pubblicare il suo gioco. Baker pubblicò online una versione in PDF di Kill Puppies for Satan verso il dicembre 2002 e nell'estate del 2003 ne portò 40/50 copie alla convention Gen Con Indy vendendole tutte quante. Baker sviluppò diversi altri giochi, spesso rimasti incompleti, senza pubblicarli, ma scritti sia per prova, sia per dimostrare il suo punto di vista in discussioni sollevate nei forum di The Forge..
Il frutto di questi sue prove fu il suo secondo gioco pubblicato, Cani nella vigna (Dogs in the Vineyard, 2004) in cui i personaggi sono i "cani da guardia del Signore", che viaggiano di villaggio in villaggio in un'ambientazione basata sul vecchio West per proteggere la fede (ripresa dalla religione di nascita di Baker, il mormonismo) dalla corruzione. Come per molti altri giochi indie è l'ambientazione e le situazioni di gioco sono fortemente tipizzate, in ogni nuova avventura i giocatori arrivano in un villaggio e risolvere un qualche tipo di dilemma morale che sta minando alla base la struttura della società. Poiché nell'ambientazione i personaggi sono gli incaricati del Signore la loro soluzione è sempre quella giusta (nel contesto del gioco), qualunque essa sia - compreso dare alle fiamme tutto il villaggio.. Le meccaniche del gioco sono elaborate su numerosi altri giochi Indie che Baker cita nelle note di progetto, ma la parte più innovativa è la sezione dedicata al master dove Baker illustra quello che è il principio sottostante alla gran dei suoi giochi: il master deve presentare una situazione di crisi ai giocatori, ma sono questi a doverla risolvere senza essere guidati a una soluzione predeterminata, in Cani nella vigna il master non deve giudicare le decisioni dei personaggi, poiché i personaggi sono gli inviati del Signore le loro decisioni qualunque esse siano è comunque quella giusta. Compare inoltre la frase che riassume il suo assunto di base sul ruolo del master "Say Yes or Roll the Dice" ("tira dadi o dì di sì"), il master deve accettare quanto proposto dai giocatori, in caso contrario il conflitto viene risolto secondo le regole del gioco (da notare che in Cani della vigna le risorse del master sono esplicitamente limitate, non può opporre ai giocatori degli avversari o una sfida che superino i limiti datigli dal gioco)
Cani nella vigna ebbe un forte impatto sulla comunità di giochi indie, insieme a Sorcerer e Universalis e il gioco che ha avuto il maggior impatto sui giochi successivi. Per alcuni anni la meccanica di rilancio stile poker adottata nel gioco per la risoluzione delle azioni divenne una caratteristica costante dei giochi di ruolo indie, ma soprattutto il principio di Baker "Say yes" divenne un mantra per gli autori di giochi indie. Cani nella Vigna vinse l'Indie RPG Award e fu nominato per il Diana Jones Award
Nel 2006 pubblicò Mechaton, un wargame che utilizza i personaggi della LEGO. Nel 2007 Poison'd un gioco di ruolo con un approccio realistico non romantico sulla pirateria. Nonostante la copertina avvertisse che era destinato a un pubblico adulto gli attirò qualche commento adirato per il trattamento dello stupro e della sodomia nel gioco sui pirati. Nel 2008 un altro gioco di ruolo Wicked Age. Nei due anni successivi lavorò a un gioco di ruolo fantasy di cui pubblicò la prima parte come playtest nel 2008, Storming the Wizard's Tower Level 1: Fighting Monster, comunque dopo un anno di playtest lasciò in sospeso il progetto giudicando insoddisfacente la meccanica di gioco
Nel 2010 pubblicò il suo altro grande successo, Il mondo dell'apocalisse (Apocalypse World), un gioco di ruolo ambientato in un mondo post apocalittico con un approccio al realismo simile a quello di Poison'd. La meccanica centrale de Il mondo dell'apocalisse è la "mossa". Ogni volta che un personaggio compie un'azione il giocatore deve dichiarare la mossa che usa e tirare i dadi, il risultato del tiro stabilisce il successo o meno dell'azione. Le mosse possono avere sia conseguenze meccaniche (infliggere x punti ferita, ottenere bonus ai tiri successivi, ecc..), sia narrativi (per esempio: se un tiro riesce di poco, il giocatore può scegliere ugualmente di riuscire a compier l'azione desiderata, ma per farlo deve mettersi in una situazione pericolosa e deve raccontare qual è questa situazione). Il mondo dell'apocalisse ha generato tutta una famiglia di giochi che ne riprendono le regole traslandone in un'altra ambientazione come per esempio il fantasy Dungeon World (Sage LaTorra e Adam Keobel, 2012), quello di horror moderno Il mostro della settimana (Monster of the week, Michaels Sands, 2012) o Fantasmi assassini (Murderous Ghosts, 2011) dello stesso Baker, facendone insieme a Fate il gioco indie più di successo. Questi giochi sono collettivamente noti come Powered by Apocalypse. Apocalypse World ha vinto il premio Indie Rpg Award come gioco dell'anno, miglior supporto e gioco più innovativo nel 2010 e è stato nominato gioco dell'anno sia al Golden Geek Awards che al Best of the Show di Lucca Comics & Games.
Nel 2012 riprese nuovamente le regole di Mechaton producendo in collaborazione con Joshua A.C. Newman Mobile Frame Zero: Rapid Attack un wargame tridimensionale di combattimento tra mecha la cui pubblicazione fu finanziata con una riuscita campagna di crowndfunding su kickastarter.
Generalmente autopubblica i suoi giochi attraverso la sua etichetta Lumpley Games. Diversi di questi sono stati tradotti in italiano da Narrattiva.

## Opere

### Giochi da tavolo
- The Abductinators, Lumpley Games. I giocatori controllano alieni che cercano di rapire gli abitanti di una casa.
- Mechaton: Giant Fighty Robots, Lumpley Games, 2006. Wargame che usa come miniature i pezzi del lego
- Mobile Frame Zero: Rapid Attack, the glyphpress, 2012 . Evoluzione di Mechaton
- Spellsinger,  Vindicated Entertainment, 2017